# Micropeltus nigra
Micropeltus nigra är en skalbaggsart som beskrevs av Olsoufieff 1940. Micropeltus nigra ingår i släktet Micropeltus och familjen Cetoniidae. Inga underarter finns listade i Catalogue of Life.